# Asystasia laticapsula
Asystasia laticapsula là một loài thực vật có hoa trong họ Ô rô. Loài này được C.B.Clarke ex Karlström mô tả khoa học đầu tiên năm 1975.